# Ypsilandis
Ypsilandis (griechisch Υψηλάντης (m. sg.)) ist eine Ortsgemeinschaft im Gemeindebezirk Aliartos der Gemeinde Aliartos-Thespies. Bis 1953 hieß der Ort Vrastamites (Βρασταμίτες). Dann wurde er nach dem Freiheitskämpfer Dimitrios Ypsilantis benannt, der am 25. September 1829 etwa 1 km westlich des Ortes in der Schlacht von Petra die Osmanen besiegte.
Ypsilandis liegt etwa in 200 m Höhe am nördlichen Abhang des Helikon südlich der Kopaïsebene. Etwa 700 m südlich des Ortes steht ein Turm aus der fränkischen Zeit und 2 km südwestlich liegt das Kloster Agios Nikolaos. Hier gibt es ein Denkmal, das an die Schlacht von Petra erinnert. Ein Mahnmal erinnert an die Hinrichtung von 50 griechischen Kriegsgefangenen, die in Livadia inhaftiert waren, am 8. Januar 1944 durch die Wehrmacht, nachdem zwei deutsche Soldaten in Vrastamites von Guerillakämpfern getötet wurden.
Bei den am 6. Januar 1944 getöteten Soldaten handelte es sich um Otto Schröck aus Jettenbach und Gustav Wüst aus Ispringen.

## Einwohnerentwicklung
(Quelle:)
| Jahr      | 1835 | 1861 | 1879 | 1889 | 1896 | 1907 | 1920 | 1928 | 1940 | 1951 | 1961 | 1971 | 1981 | 1991 | 2001 | 2011 |
| Einwohner | 180  | 195  | 330  | 283  | 340  | 386  | 456  | 527  | 647  | 723  | 738  | 668  | 584  | 590  | 475  | 353  |